# Janustempel (Autun)

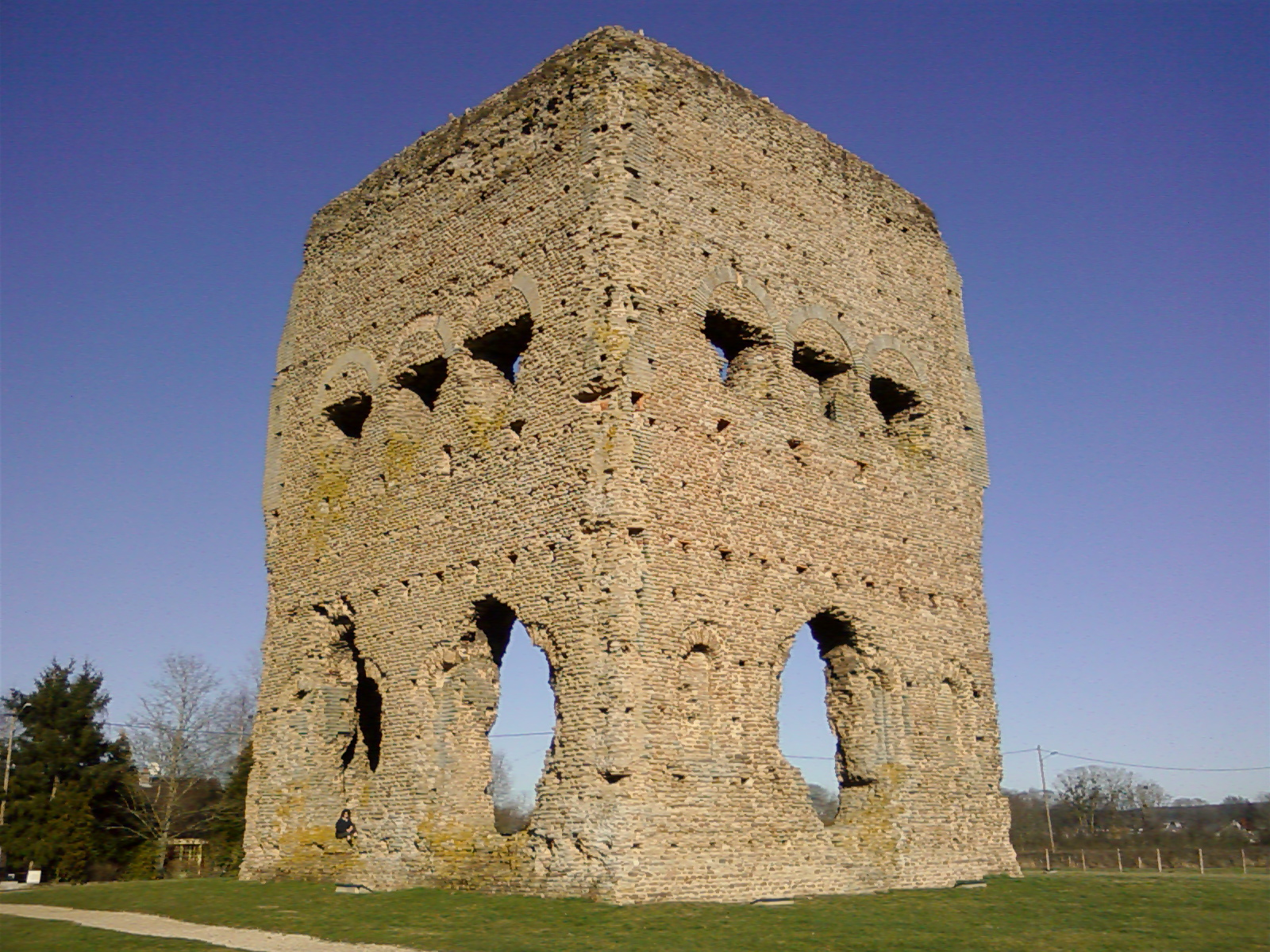
Janustempel in Autun, Südwestansicht

Der sogenannte Janustempel in Autun, einer französischen Stadt im Département Saône-et-Loire in der Region Burgund, ist die Ruine eines Turms aus dem 1. Jahrhundert, die am nördlichen Stadtrand steht. Das Bauwerk befindet sich im Besitz der Gemeinde und ist seit 1840 als Monument historique denkmalgeschützt.

## Geschichte
Der Turm wurde als Tempel wahrscheinlich in der Anfangszeit Autuns (Augustodunum) im 1. Jahrhundert errichtet und einer heute unbekannten Gottheit geweiht. Möglicherweise handelte es sich um einen Mars-Tempel, jedoch gibt es dafür bisher keine Beweise. Für die Annahme spricht allerdings die Tatsache, dass viele diesem Gott geweihte römische Tempel vor den Stadttoren erbaut wurden. Vermutlich wurde der Tempel bei der Belagerung der Stadt durch Victorinus im Jahr 269 zerstört und anschließend nie wieder aufgebaut.
Ihren heutigen Namen „Janustempel“ trägt die Turmruine erst seit dem 16. Jahrhundert, zuvor wurde das Bauwerk als „Tempel im Ginsterfeld“ (französisch temple de la Gentoye) bezeichnet. Im Laufe der Jahrhunderte als Wohnung und Steinbruch genutzt, sah der Bau – von wenigen, unbedeutenden Ausnahmen abgesehen – bereits im 17. Jahrhundert so aus, wie er sich heute dem Betrachter darstellt.

## Beschreibung

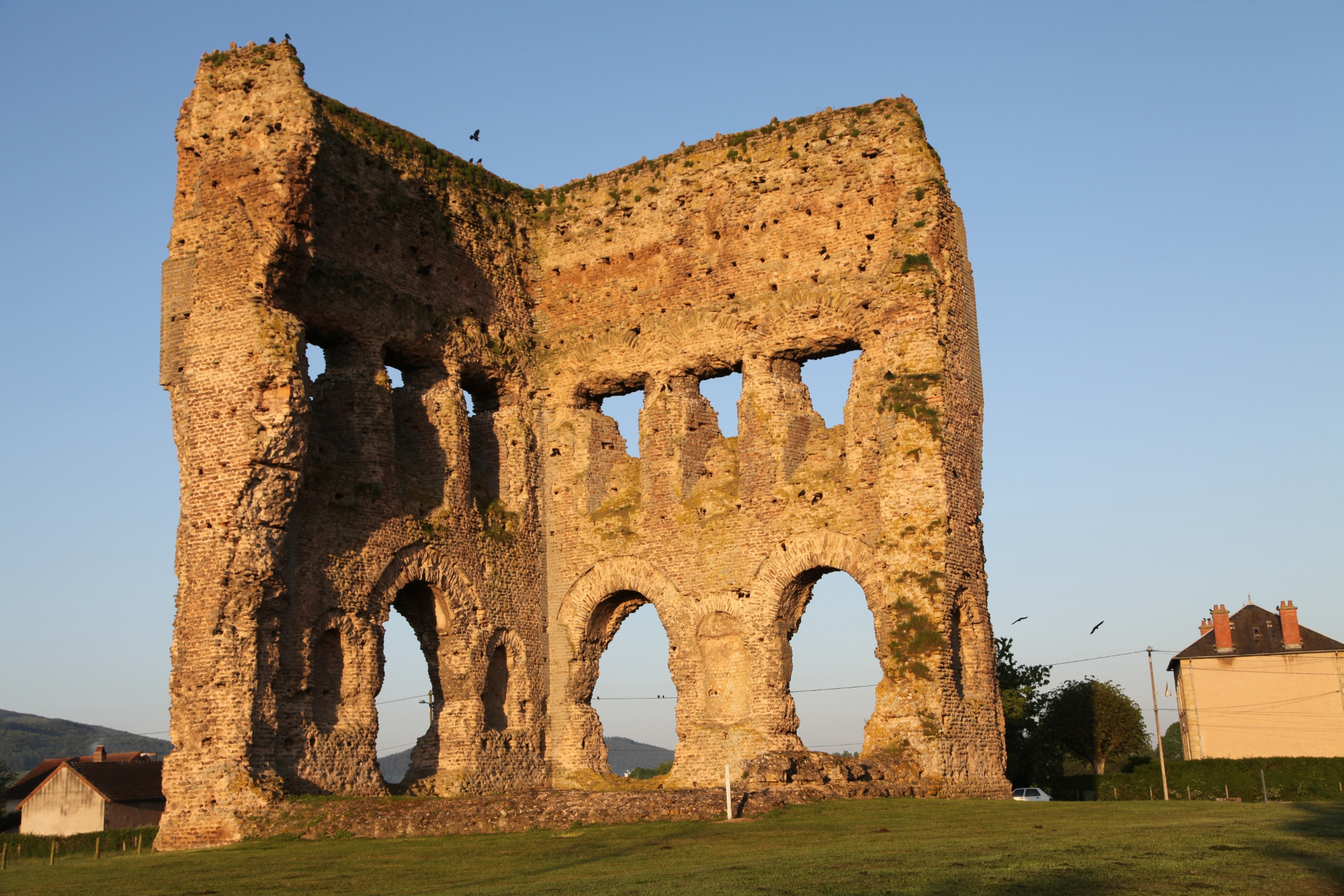
Nordostansicht des Janustempels

Der Janustempel war ein gallo-römischer Umgangstempel, das heißt ein Säulengang umgab den gesamten Bau. Dieser Umgang ist heute nicht mehr erhalten, jedoch wurden am Ort seines Fußbodens Reste von Mosaiken gefunden. Von dem einst quadratischen Turm sind nur noch an zwei Seiten Mauerreste in einer Höhe von 24 Metern und einer Dicke von 2,2 Metern vorhanden. Seine wahrscheinlich früher vorhandene Hausteinverkleidung fehlt ebenso wie sein ehemaliges Zeltdach, die Löcher für die Aufnahme der Dachsparren sind aber noch erkennbar. Die noch erhaltenen Wände sind außen durch flache Nischen im Erdgeschoss sowie drei Fenster an jeder Seite des Obergeschosses gleichmäßig gegliedert. Im Inneren sollen die Wände früher die Reste von rotem Verputz gezeigt haben. Ähnliches gilt für die innenseitigen Nischen: Dort sollen früher die Spuren von Bemalung erkennbar gewesen sein. Ein heute nicht mehr erhaltener, mosaizierter Steinblock in der Mitte der Cella könnte die Basis für eine Götterstatue gewesen sein.